# Tim Borowski
Tim Borowski (Neubrandenburg, 1980. május 2. –) német válogatott középpályás.

## Pályafutása
Pályafutását a Post Neubrandenburg csapatnál kezdte. A Werder Bremen-ben nevelkedett.

### Werder Bremen
2002-ben mutatkozott be első profi mérkőzésén. Általában bal oldali középpályásként szerepelt.

### Bayern München
Borowski ingyen szerződött ide védőként. Mezszáma a 24-es.

### Válogatott
2002. augusztus 21-én mutatkozott be a bolgárok ellen, Szófiában. Az eredmény 2-2 lett.
A 2006-os vb-n a Costa Rica elleni mérkőzésen Michael Ballack szerepét (támadó középpályás) helyettesítette, aki akkoriban sérült volt.

## Sikerei, díjai

### Werder Bremen
- Német U19-es bajnok 1999-ben
- DFB-Pokal győztes 2004-ben
- Bundesliga győztes 2004-ben

### Válogatott
- 2005-ös Konföderációs Kupa bronzérmese
- Világbajnoki harmadik 2006-ban

## Külső hivatkozások
- Profil a Bayern München hivatalos honlapján (angolul)
- Rajongói oldal